# Johann Gottlieb Georgi
Johann Gottlieb Georgi (Wachholzhagen, Pomerânia, 31 de dezembro de 1729 – São Petesburgo, 27 de outubro de 1802) foi um botânico, químico e geógrafo alemão .

## Biografia
Georgi foi professor de química em São Petesburgo. Acompanhou Johann Peter Falck (1727-1774) e Peter Simon Pallas (1741-1811) durante suas respectivas viagens de exploração à Sibéria. Georgi se interessou especialmente pelo lago Baikal.

## Publicações
Publicou a ata de sua viagem em  1775 sob o título de Bemerkungen e Reise im Russischen Reich im Jahre 1772. 
Publicou no ano seguinte Beschreibung aller Nationen des Russischen Reichs, ihrer Lebensart, Religion, Gebräuche, Wohnungen, Kleidung und übringen Merckwürdigkeiten.